# Rosalía Lázaro
Rosalía Lázaro Calleja (Madrid, 20 de octubre de 1975) es una deportista española que compitió en atletismo adaptado. Ganó tres medallas en los Juegos Paralímpicos de Verano entre los años 1996 y 2004.

## Palmarés internacional
| Juegos Paralímpicos | Juegos Paralímpicos      | Juegos Paralímpicos | Juegos Paralímpicos      |
| Año                 | Lugar                    | Medalla             | Prueba                   |
| ------------------- | ------------------------ | ------------------- | ------------------------ |
| 1996                | Atlanta (Estados Unidos) | Medalla de plata    | Salto de longitud F10-11 |
| 2000                | Sídney (Australia)       | Medalla de oro      | Salto de longitud F12    |
| 2004                | Atenas (Grecia)          | Medalla de plata    | Salto de longitud F12    |